# Erotides de Campos
Erotides Jonas de Campos Neves (Cabreúva, 15 de outubro de 1896 — Piracicaba, 20 de março de 1945) foi um músico e compositor brasileiro.
Em alguns momentos, identificou-se por Jonas Neves, retirado de seu nome completo, usando-o como pseudônimo.
Tinha grande habilidade e qualidade musical, tocando flauta, clarinete, violão e piano

## Biografia
Erotides de Campos nasceu em Cabreúva, SP, e, ainda criança (em 1908) transferiu-se para Piracicaba, onde viveu toda a sua vida.
Aos 8 anos, ainda em sua cidade-natal, iniciou o estudo de música com sua mãe, Francisca da Silveira Neves, iniciando depois o estudo de piano com a poetisa e pianista Francisca Júlia da Silva.
Em 1905, a convite de um padre salesiano que se impressionara com seu virtuosismo na música, principalmente na flauta, foi estudar na capital paulista, surpreendendo a todos com sua capacidade musical. Porém ali contraiu Febre tifóide, e voltou a Cabreúva, para se tratar.
Aos 12 anos, iniciou sua vida de músico, na Orquestra Piracicabana.
Em 1923 residiu em Pirassununga, onde fez parte do grupo local Chorões e onde compôs seu sucesso Ave Maria. Em 1932 voltou a residir em Piracicaba.
De volta a Piracicaba, em 1932, foi nomeado professor de física e química na Escola Normal de Piracicaba, enquanto continuava sua atuação musical.
Morreu em 20 de março de 1945, repentinamente, quando ainda em atividade.

## Reconhecimento
Durante seu funeral houve uma comoção popular, por conta de sua já crescente fama.
Seu nome foi dado a uma rua, a um grupo escolar, a uma sala de música e ao Teatro Municipal em Piracicaba.
A prefeitura de Piracicaba instituiu a Semana de Erotides de Campos, para honrar seu compositor morto.

## Produção musical
Erotides de campos é autor de mais de 230 composições em variados tipos: choros, sambas, valsas, maxixes, marchinhas, dobrados, tangos e charlestons.
- Porto Arthur (dobrado) - 1907[4]
- Mariinha (valsa) - 1918[nota 2]
- Ave Maria (valsa-serenata), 1926[4][nota 3]